# Plinthus cryptocarpus
Plinthus cryptocarpus är en isörtsväxtart som beskrevs av Edward Fenzl. Plinthus cryptocarpus ingår i släktet Plinthus och familjen isörtsväxter. Inga underarter finns listade i Catalogue of Life.